# Johann Georg Dorsche

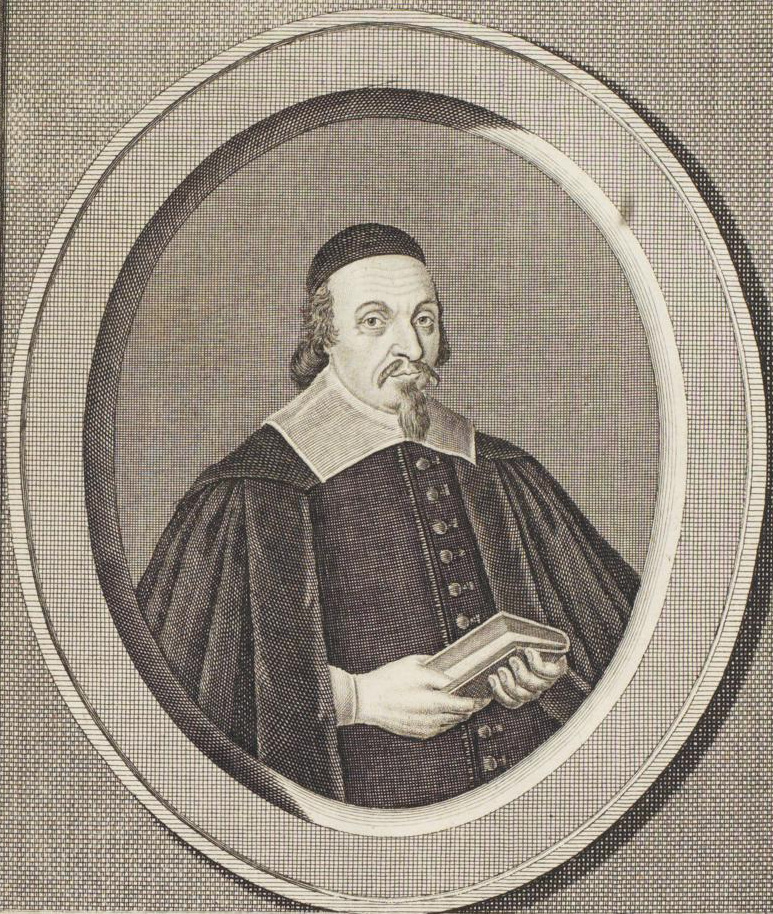
Johann Georg Dorsche

Johann Georg Dorsche (auch: Dorscheus oder Dorsch; * 13. November 1597 in Straßburg; † 25. Dezember 1659 in Rostock) war ein deutscher lutherischer Theologe.

## Leben

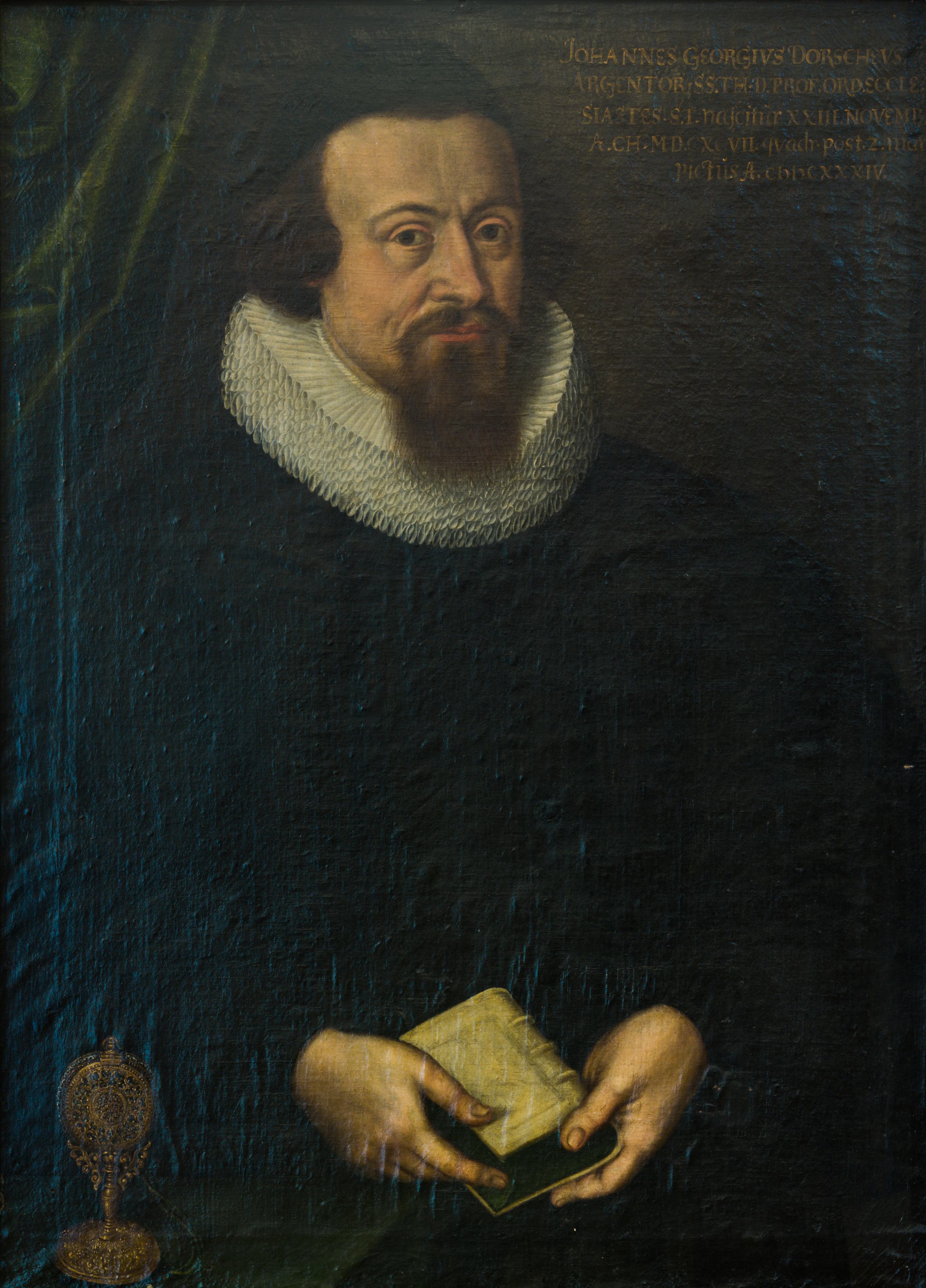
Johann Georg Dorsche (Ölgemälde von 1634, heute im Besitz des Domkapitels der Thomaskirche in Straßburg)

Dorsche wurde als Sohn des aus Würzburg stammenden Schuhmachers und Bürgers Lorentz Dorsch und seiner Frau Maria, der Tochter des Schreiners und Ratsherrn der freien Reichsstadt Straßburg Johann Fingerlein und seiner Frau Martha Tschopper, geboren. Er besuchte ab 1604 das Gymnasium seiner Heimatstadt. 1614 bezog er die Universität Straßburg, erwarb 1617 den akademischen Grad eines Magisters und konzentrierte sich dann auf ein Studium der Theologie.
Dazu wechselte er an die Universität Tübingen, wo er Vorlesungen von Theodor Thumm (1586–1630) und Lucas Osiander d. J. hörte. 1622 wurde er als Pfarrer nach Entzheim bei Straßburg berufen. Der Straßburger Rat beschloss 1624, dass er eine Studienreise zu anderen Universitäten unternehmen sollte. So zog er über die Universität Altdorf an die Universität Jena, wo er Vorlesungen von Johann Gerhard, Johann Himmel und Johannes Major hörte und bei letzterem Aufnahme in sein Haus fand. An der Universität Leipzig hörte er bei Polykarp Leyser II. und Georg Weinrich. 1625 kam er an der Universität Wittenberg mit Friedrich Balduin, Balthasar Meisner und Jakob Martini in Kontakt und zog schließlich 1626 an die Universität Marburg, wo er im Haus des Kanzlers Dietrich Reinkingk Aufnahme fand sowie mit Balthasar Mentzer d. Ä. und Justus Feuerborn Kontakt pflegte.
1627 kehrte er auf Verlangen des Rates wieder nach Straßburg zurück und wurde zum Professor der Theologie an der Straßburger Hochschule berufen, wo er nach einer Disputation am 13. September am 9. November zum Doktor der Theologie promovierte. Daneben war er auch Prediger am Straßburger Münster. Ende 1653 folgte er einem Ruf an die Universität Rostock, wo er am 22. Februar 1654 Professor Primarius der Theologischen Fakultät und Konsistorialassessor wurde.
Dorsche starb am 25. Dezember 1659 und wurde am 10. Januar 1660 in der Domkirche St. Jacob in Rostock im Beisein von Herzog Gustav Adolf von Mecklenburg sowie von fürstlichen Abgesandten und Räten beigesetzt.

## Werk
Dorsche war ein führender Vertreter der lutherischen Orthodoxie im 17. Jahrhundert. So beteiligte er sich auf lutherischer Seite am Synkretistischen Streit gegen die Irenik des Georg Calixt. Als Kontroverstheologe stand er auf der Grundlage der Konkordienformel und suchte diese gegen innere und äußere Widerstände durchzusetzen sowie zu sichern. Er versuchte allerdings auch, Johann Arndt als orthodox zu verteidigen, und beeinflusste damit Philipp Jakob Spener.
Er führte einen Streit mit den Jesuiten Melchior Cornäus und Heinrich Wangnereck über die Frage der Restituierung des katholischen Besitzes (Bistümer und Abteien) in protestantischen Gebieten. Sein Traktat Mysaria Missae (Vom Greuel der Messe, 1624) wurde zu seinen Lebzeiten bereits drei Mal aufgelegt.

## Familie
Am 19. November 1626 heiratete er in Straßburg die Jungfrau Ursula Rose († 1654). Aus der 27-jährigen Ehe sind zwei Söhne und vier Töchter hervorgegangen, von denen bekannt sind:
- Maria Magaretha Dorsche († 10. Januar 1657) verh. mit dem Pfarrer in Frankfurt/Main Johann Grambs
- Martha Magdalena Dorsche (* 4. November 1632; † 20. August 1638)
- Sibylla Ursula Dorsche (* 16. November 1637; † 15. Dezember 1637)
- Johann Georg Dorsche (* 13. Februar 1644;)
- Laurentius Leonhard Dorsche (* und † 6. Juni 1646)
- Sibylla Maria Dorsche (* 30. März 1649; † 25. Mai 1649)

Die zweite Ehe ging er am 19. August 1657 mit Elisabeth, der Tochter des Juristen, Rates und Assessors am Hofgericht in Sternberg Justus Zinzerling, der Witwe des Professors für griechische Sprache Bernhard Taddel der Universität Rostock, ein. Die zweieinhalbjährige Ehe blieb kinderlos, jedoch brachte die zweite Ehefrau aus ihrer ersten Ehe den Sohn Elias Taddel mit in die Ehe, dessen Taufpate Dorsche gewesen war.

## Werkauswahl
- Dissertatiuncula philologico-theologica de Nomine Dei ακοινωνήτω και ανεκφωνήτω Jehova, Argentorati 1642
- Parallela monastica et academica, Straßburg 1644
- De unione collegiorum seu facultatum, 1645
- Thomas Aquinas veritatis evangelicae confessor, Frankfurt am Main 1655
- Latro theologus et theologus latro, vigiliis pascalibus expositus in univ. Argent. Etc., notis nonnullis auctior, Rostock 1655
- Biblische Andachten, auff alle Son[n]tage und vornehmste Feste desz gantzen Jahrs, 2 Teile, 1688
- Synopsis theologiae Zacharianae, 2 Teile, Frankfurt am Main 1691